# Ланцет (баражуючий боєприпас)
ZALA Lancet («Ланцет») — російський баражуючий боєприпас розробки компанії ZALA Aero, має кілька типів наведення. Швидкість руху в повітрі становить до 300 км/год, радіус польоту — до 40 км. Максимальна маса — 12 кг. Вперше представлений у червні 2019 року на виставці «Армия-2019» в Москві. Цей БПБ може використовуватися для утворення повітряних мінних полів.

## Загальний опис

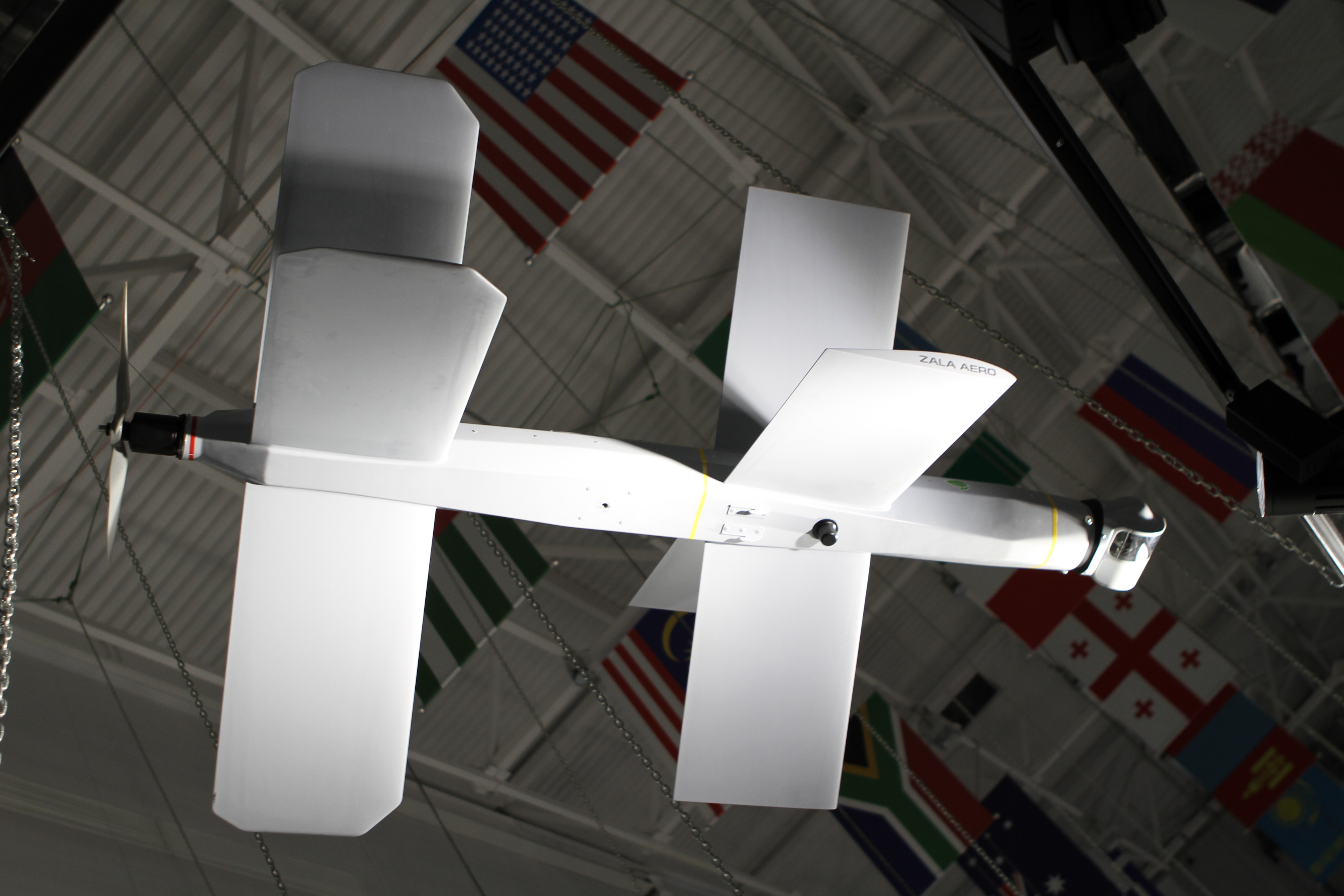
Ланцет. Вид збоку

БпЛА «Ланцет» може використовуватись як для розвідувальних, так і для ударних завдань, має максимальну дальність польоту 40-50 км залежно від субверсії і максимальну злітну масу (MTOW) близько 12 кг. У бойовому режимі він може бути озброєний як осколково-фугасними, так і кумулятивними бойовими частинами
Має оптико-електронне наведення, а також блок телевізійного наведення, що дає змогу керувати боєприпасом на кінцевому етапі польоту. Безпілотник оснащений інтелектуальними, навігаційними та комунікаційними модулями. Особливістю БпЛА є те, що його модулі наведення є змінними і можуть змінюватися під завдання. Доступний спектр датчиків досить широкий: камери в інфрачервоному і видимому діапазоні, наведення на лазерний цілевказівник, датчик пошуку цілей, що асистують, газоаналізатором і радіометром.

### Складові
БПЛА типу «Ланцет» містять компоненти, вироблені за межами Росії, зокрема, модуль Jetson TX2 американської компанії NVIDIA, що забезпечує високу швидкість і енергоефективність в обчислювальному пристрої, системи на чипі тощо.
Один з варіантів бойової частини — підривний кумулятивний заряд КЗ-6, закріплений на монтажній піні. Вибух заряду КЗ-6 у повітрі або під водою пробиває броню завтовшки до 215 мм, залізобетонну плиту завтовшки до 550 мм і ґрунт до 800 мм вглиб.

## Модифікації
Ланцет випускається у важкій (Ланцет-3) і легкій (Ланцет-1) версіях. Однак ТТХ версій істотно змінюються залежно від їхніх субмодифікацій, оскільки виробник постійно збільшує дальність польоту дрона та інші характеристики.
| Характеристика                                         | Ланцет-1  | Ланцет-3                                |
| ------------------------------------------------------ | --------- | --------------------------------------- |
| Запас ходу                                             | 30 хвилин | 40-60 хвилин залежно від субмодифікації |
| Корисне навантаження або бойова частина                | 1кг       | 3-5 кг залежно від субмодифікації       |
| Злітна маса                                            | 5 кг      | 12 кг                                   |
| Дальність польоту                                      | до 40 км  | 40-70 км залежно від субмодифікації     |
| Крейсерська швидкість                                  | -         | 80-110 км/год                           |
| Максимальна швидкість у режимі "повітряного мінування" | -         | 300 км/год                              |

### Варіант із дистанційним підривом
У листопаді стало відомо про застосування варіанту, оснащеного кумулятивною бойовою частиною з дистанційним підривом для подолання протидронових сіток. Для вимірювання відстані до цілі встановлено лідар із двома оптичними камерами.

## Бойове застосування

### Інтервенція Росії в Сирію
Під час інтервенції у громадянську війну в Сирії російські військові випробували низку нових зразків озброєнь. Зокрема, щонайменше з листопада 2020 року ними були випробувані боєприпаси типу «Ланцет».
У квітні 2021 року він був застосований в ударах по Гайят Тахрір аш-Шам в провінції Ідліб.

### Російсько-українська війна
Наприкінці липня 2022 року російські загарбники поширили відео знищення терміналу передачі даних зі складу безпілотного авіаційного комплексу Bayraktar TB2 із використанням баражуючого боєприпасу «Ланцет».
24 грудня 2022 року два «Ланцет» намагалися знищити Т-72, але були зупинені маскувальною сіткою.
Російська пропаганда та військові стали частіше поширювати відео бойового застосування боєприпасів «Ланцет» з осені 2022 року. Відтоді ними було поширено численні відео та фото ураження української військової техніки. Волонтери групи Oryx підрахували, що на поширених відео, станом на початок травня 2023 року, було показано 113 уражених цілей та 41 випадок промаху. Мішенями стали причіпні гаубиці, самохідні артилерійські установки, зенітні ракетні комплекси, РЛС, тощо. При цьому, як виявилось, бойової частини цього боєприпасу часто буває недостатньо для знищення чи навіть виведення з ладу військової техніки.
Зазвичай, «Ланцет» застосовують разом з розвідувальним БпЛА типу «Орлан-10», він же може служити ретранслятором радіосигналів керування.
Звичайні сітки, натягнуті на певній висоті, виявились ефективним засобом захисту бойових позицій від атаки «Ланцетом».
У липні 2023 року ЗМІ Росії повідомили, що РФ у 50 разів наростила виробництво дронів-камікадзе «Ланцет» з початку повномасштабного вторгнення.
Масове застосування «Ланцетів», їхніх українських аналогів і FPV-дронів призвело до початку застосування обома сторонами протидронових сіток.
9 листопада 2023 стало відомо що, військові РФ почали застосовувати нову версію безпілотника «Ланцет», оснащену кумулятивним зарядом з дистанційним підривом для подолання сіток.